# 周增七
周增七的英文名字來自拉丁文的ι Serpentis，是一顆四合星，位置在巨蛇座的頭部。它與地球的距離大約是190光年 。
系統的中心是一對光譜聯星，周增七A與周增七B。這兩顆都是矮星，並且視星等都是+5.3等。這對聯星的軌道週期有人報告是11年或22年。它曾是被發現的第一對天測聯星，但是現在已經得到解決，並且獲得了視覺上的軌道。
它有兩顆視覺伴星，距離143角秒，視星等13等的周增七C，與距離151角秒，視星等12等的周增七D。